# Marrubium glechomifolium
Marrubium glechomifolium là một loài thực vật có hoa trong họ Hoa môi. Loài này được Freyn & Conrath mô tả khoa học đầu tiên năm 1896.